# Вербовка (Могилёвская область)
Вербо́вка (бел. Вярбоўка) — деревня в составе Радомльского сельсовета Чаусского района Могилёвской области Республики Беларусь.
Постоянно проживает одна семья (2010 год).

## Географическое положение
Деревня расположена на правом берегу реки Вербовка в 3-х километрах от места её впадения в Проню. Ближайшие деревни: Дедня, Каменка. Ближайший крупный населённый пункт, город Чаусы, расположен в 16 км к югу. Расстояние до административного центра области — Могилёва — составляет 64 км.

## Население
- 2010 год — 2 человека

## Фотогалерея

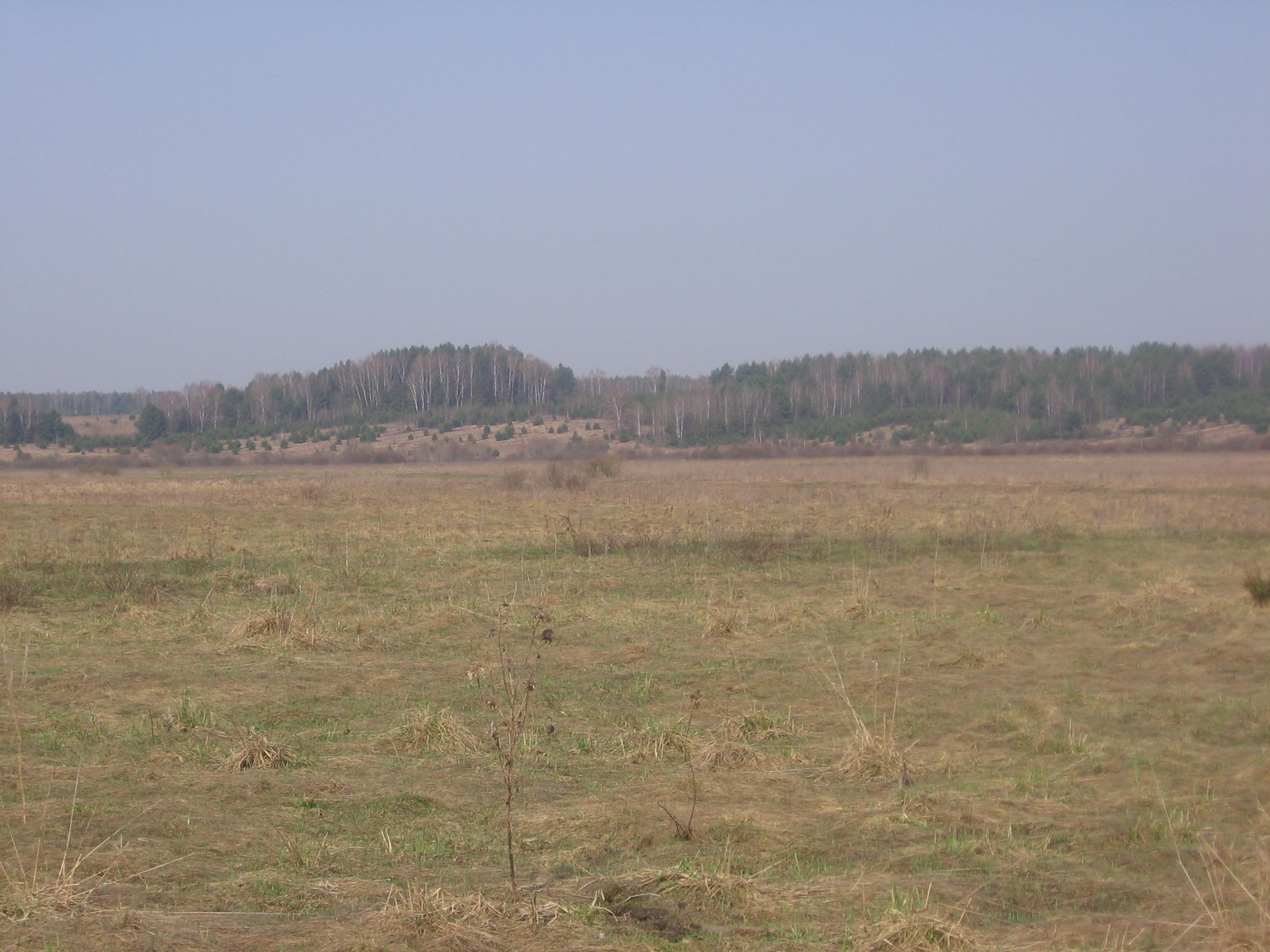
Окрестности Вербовки
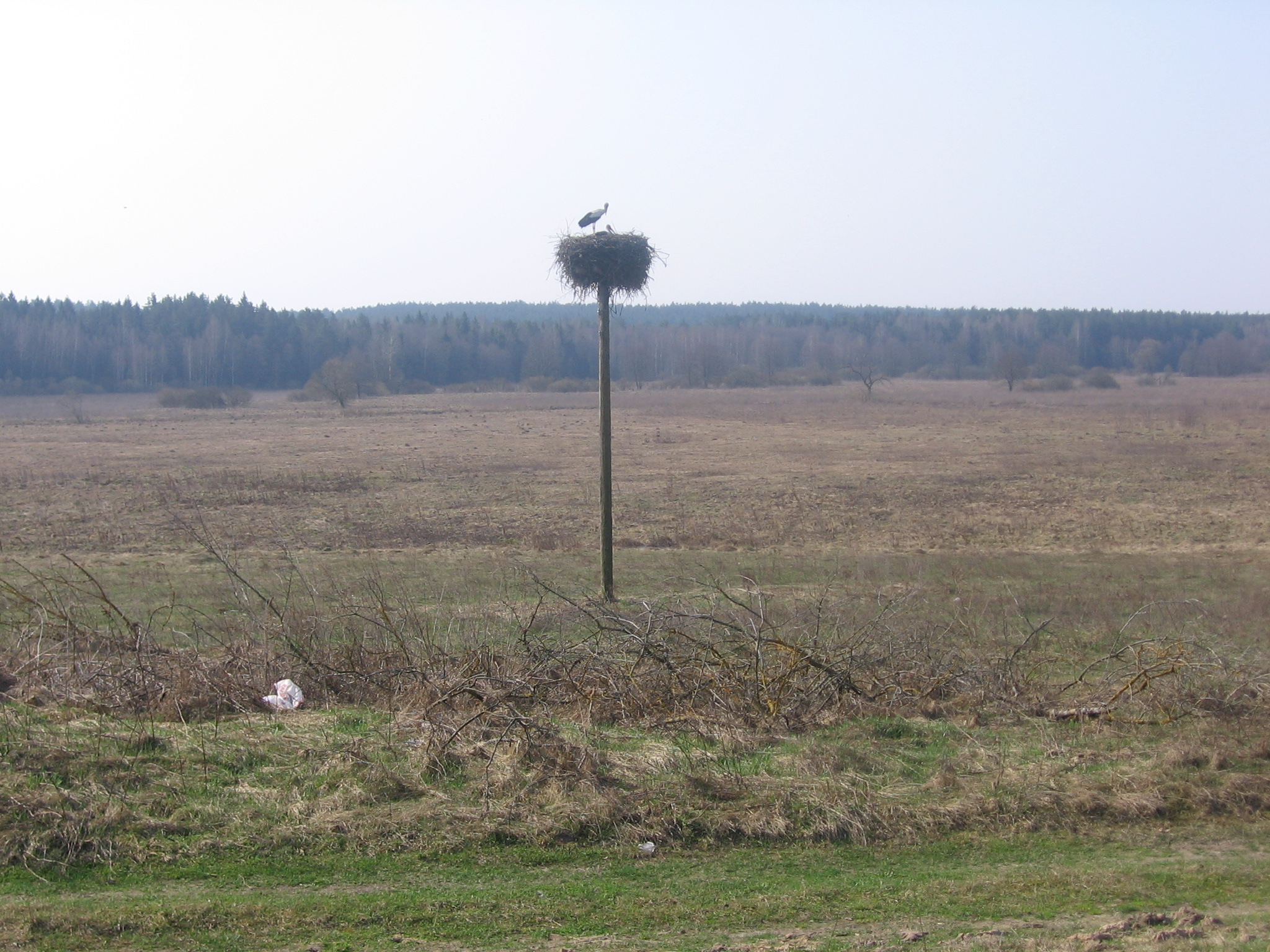
Аист в Вербовке